# Лиетуонис
Лиетуонис (латыш. Lietuvēns) — существо из латышской мифологии, олицетворение кошмара и удушья в виде злого духа, насылающего кошмары по ночам на людей и домашних животных. Лиетуонис способен проникать в жилые дома даже через замочные скважины и, помимо нагнетения кошмаров, может задушить жертву.